# Карла Сакраменто
Карла Сакраменто (порт. Carla Cristina Paquete Sacramento; São Sebastião da Pedreira, Лисабон 10. децембар 1971)
била је португалска атлетичарка, светска и европска првакиња, червороструки учесник Летњих олимпијских игара. Такмичила се у трчању на средње пруге 800 м и 1.500 м, а при крају каријере и на 3.000 м. Вишеструка је државна рекордерка, укупно 20 пута. Иако се више не такмичи, њени национални рекорди на 800, 1.500 и 3.000 метара и данас још нису оборени.
Породица Карле Сакраменто води порекло са Сао Томе и Принсипе, некадашње колоније Португалије.

## Значајнији резултати

### Летње олимпијске игре
- Летње олимпијске игре 1992., Барселона,  Шпанија
  - 800 м — 2:02,85 — 13. место
  - 1.500 м — 4:05,54 — 15. место
- Летње олимпијске игре 1996., Атланта,  Сједињене Државе
  - 1,500 м — 4:03,91 — 6. место
- Летње олимпијске игре 2000., Сиднеј,  Аустралија
  - 1,500 м — 4:11,15 — 10. место
- Летње олимпијске игре 2004., Атина,  Грчка
  - 1,500 м — 4:10,85 — 22. место

### Светско првенство у атлетици на отвореном
- Светско првенство у атлетици 1993., Штутгарт,  Немачка
  - 1.500 м — 4:09.15 — 11. место
- Светско првенство у атлетици 1995., Гетеборг,  Шведска
  - 1.500 м — 4:03,79 —
- Светско првенство у атлетици 1997., Атина,  Грчка
  - 1.500 м — 4:04,24 —
- Светско првенство у атлетици 1999., Севиља,  Шпанија
  - 1.500 м — 4:01,29 — 5. место
- Светско првенство у атлетици 2003., Париз,  Француска
  - 1.500 м — 4:09.15 — 21. место

### Светско првенство у атлетици у дворани
- Светско првенство у атлетици у дворани 1993., Торонто  Канада
  - 1.500 м — 4:13,41 — 7. место
- Светско првенство у атлетици у дворани 1995., Барселона  Шпанија
  - 1.500 м — 4:13,02 —
- Светско првенство у атлетици у дворани 2001., Лисабон  Португалија
  - 1.500 м — 4:11,76 — 4. место

### Европско првенство у атлетици на отвореном
- Европско првенство у атлетици на отвореном 1994., Хелсинки  Финска
  - 800 м — 2:00,01 — 6. место
  - 1,500 м — 4:20,62 — 6. место
- Европско првенство у атлетици на отвореном 1998., Будимпешта  Мађарска
  - 1.500 м — 4:12,62 —
- Европско првенство у атлетици на отвореном 2002., Минхен  Немачка
  - 1.500 м — 4:17,01 — 12. место

### Европско првенство у атлетици у дворани
- Европско првенство у атлетици у дворани 1994., Париз  Француска
  - 800 м — 2:01,12 —
- Европско првенство у атлетици у дворани 1996., Стокхолм  Шведска
  - 1.500 м — 4:08,95 —
- Европско првенство у атлетици у дворани 2002., Беч  Аустрија
  - 3.000 м — 8:53,96 —

### Победе на навционалним првенствима
отворено
800 м 5 титула (1986, 1987, 1993, 1994 и 1995)
1.500 м 1 титула (1991)
крос 1 тикула (2002)
дворана
800 м 4. титуле: (1988, 1992, 1993 и 1994)
1.500 м 2. титуле (1992 и 1994)

## Лични рекорди
отворено
- 400 м: 54,29 (Мајиа - 1996)
- 800 м: 1:58,94 (Цирих - 1997) - (НР)
- 1.500 м: 3:57,71 (Монте Карло - 1998) - (НР)
- 3.000 м: 8:30,22 (Монте Карло - 1998) - (НР)
- 5.000 м: 15:52,54 (Севиља - 2000)
- 10.000 м:34:16,00 (Мадрид - 2004)

затворено
- 800 м: 2:00,81 (Севиља) - 1997)
- 1.500 м: 4:04,11 (Лијевен) - 1998)
- 3.000 м: 8:36,79 (Бирмингем) - 1998)